# Mistrovství světa v biatlonu 2012 – vytrvalostní závod mužů
Vytrvalostní závod mužů na Mistrovství světa v biatlonu 2012 se konal v úterý 6. března jako v pořadí třetí mužský závod biatlonu v lyžařském středisku Chiemgau Arena. Zahájení vytrvalostního závodu proběhlo v 15.15 hodin středoevropského času.
Obhájcem titulu byl norský závodník Tarjei Bø. Vedoucím disciplíny ve světovém poháru byl francouzský závodník Martin Fourcade.

## Výsledky
| Pořadí                                                                                         | Č. | Sportovec       | Stát      | Čas     | Střelba (L+S+L+S) | Ztráta |
| ---------------------------------------------------------------------------------------------- | -- | --------------- | --------- | ------- | ----------------- | ------ |
| Zlatá medaile                                                                                  | 15 | Jakov Fak       | Slovinsko | 46:48,2 | 1 (0+0+0+1)       | —      |
| Bronzová medaile                                                                               | 4  | Simon Fourcade  | Francie   | 46:55,2 | 1 (0+0+1+0)       | +7,0   |
| Bronzová medaile                                                                               | 28 | Jaroslav Soukup | Česko     | 47:00,5 | 1 (0+1+0+0)       | +12,3  |
| Č. – startovní číslo závodníka, yr – vedoucí závodník disciplíny i hodnocení světového poháru. |    |                 |           |         |                   |        |